# Simonswald
Simonswald (Low Alemannic: Simeschwald) là một thị xã nằm ở huyện Emmendingen thuộc bang Baden-Württemberg, Đức. Đô thị này có diện tích 74,31 km², dân số thời điểm 31 tháng 12 năm 2020 là 3072 người.

## Địa phương kết nghĩa
Worthing, Vương quốc Anh